# 1868 au Nouveau-Brunswick
Chronologie du Nouveau-Brunswick
- 1864
- 1865
- 1866
- 1867
- 1868
- 1869
- 1870
- 1871
- 1872

Cette page concerne des événements d'actualité qui se sont produits durant l'année 1868 dans la province canadienne du Nouveau-Brunswick.

## Événements
- Le Paris crew du Nouveau-Brunswick remporte le championnat en aviron pour l'Amérique à Springfield (Massachusetts).
- 13 mars : Le libéral William Murray Caldwell remporte l'élection partielle fédérale de Restigouche à la suite de la démission de John McMillan.
- 14 mars : James Dever et John Glasier sont nommées au Sénat.
- 23 mars : le Collège Saint-Joseph obtient sa charte universitaire.
- Mars : le Nouveau-Brunswick cesse d'émettre ses propres timbres.
- 23 juillet : Lemuel Allan Wilmot succède à Francis Pym Harding comme lieutenant-gouverneur du Nouveau-Brunswick.
- 28 octobre : Le libéral indépendant John Pickard remporte l'élection partielle fédérale sans opposition de York à la suite de la démission de Charles Fisher.
- 24 décembre : Le libéral Richard Hutchison remporte l'élection partielle fédérale de Northumberland à la suite de la mort de John Mercer Johnson.

## Naissances
- 16 février : John Babington Macaulay Baxter, premier ministre du Nouveau-Brunswick.
- 13 avril : Oswald Smith Crocket, député et juge à la cour suprême du Canada.
- 27 avril : James Kidd Flemming, premier ministre du Nouveau-Brunswick.

## Décès
- 28 janvier : Edmund Walker Head, gouverneur général du Canada et lieutenant-gouverneur du Nouveau-Brunswick.
- 8 novembre : John Mercer Johnson, député.